# JSC RMG Copper
JSC RMG Copper (JSCM) (груз. სააქციო საზოგადოება არ ემ ჯი კოპერი, раньше JSC Мандеули) — горнодобывающая компания, базирующаяся в Тбилиси, Грузия. Основанная в 1975 году, RMG Copper в настоящее время занимается добычей и плавкой руды, меди и золота.

## Право собственности
В 2005 году компания GeoProMining приобрела Маднеули. Это был один из первых случаев приватизации государственной собственности в Грузии. Компания была куплена Stanton Equity, которая на тот момент входила в состав Industrial Investors Holding. В 2007 году Симан Поварёнкин, который в то время был совладельцем Industrial Investors, приобрел 100% Stanton Equity и переименовал её в GeoProMining.
Позже в 2005 году GPM приобрела еще один грузинский актив — производителя золота Quartzite (сегодня известный как RMG Gold).
14 июня 2012 года Rich Metals Group приобрела 100% акций АО «RMG Copper» за 120 миллионов долларов США.
При новом владельце компания, ранее известная как ООО «Маднеули», сменила название на ООО «RMG Copper».
АО «RMG Copper» — ведущая горнодобывающая компания Грузии, составляет более 10% грузинского экспорта. Рудник был открыт в 1975 году в Болнисском районе Грузии.
При новом владельце компания, ранее известная как АО «Маднеули», сменила название на АО «RMG Copper». RMG Copper владеет Болнисским рудником в Болнисском районе Квемо Картли на юге Грузии. Рудник вышел на полную мощность в 1978 году. Западные источники оценивают активы RMG Copper на этом руднике в 350 435 унций (10 908 кг) золота. Здесь же добывают серебро, медь и другие минералы.
Компания контролируется через офшорные структуры. Её конечным бенефициаром называют российского бизнесмена Дмитрия Троицкого.

### КСО
RMG Copper инвестировала 1 миллион лари в мероприятия корпоративной социальной ответственности в 2010 году. Её проекты включают спортивные и культурные мероприятия, благотворительность и т. д. Фонд Иавнана — один из ключевых проектов.